# Phrygilus punensis
A Phrygilus punensis a madarak osztályának verébalakúak (Passeriformes) rendjébe és a tangarafélék (Thraupidae) családjába tartozó faj.

## Rendszerezése
A fajt Robert Ridgway amerikai ornitológus írta le 1887-ben.

## Alfajai
- Phrygilus punensis chloronotus von Berlepsch & Stolzmann, 1896
- Phrygilus punensis punensis Ridgway, 1887[2]

## Előfordulása
Az Andokban, Bolívia és Peru területén honos. Természetes élőhelyei a szubtrópusi és trópusi magaslati cserjések, sziklás környezetben, valamint termőföldek és legelők. Állandó, nem vonuló faj.

## Megjelenése
Testhossza 15 centiméter.
|  |

## Természetvédelmi helyzete
Az elterjedési területe nagyon nagy, egyedszáma pedig stabil. A Természetvédelmi Világszövetség Vörös listáján nem fenyegetett fajként szerepel.